# Jasiennik

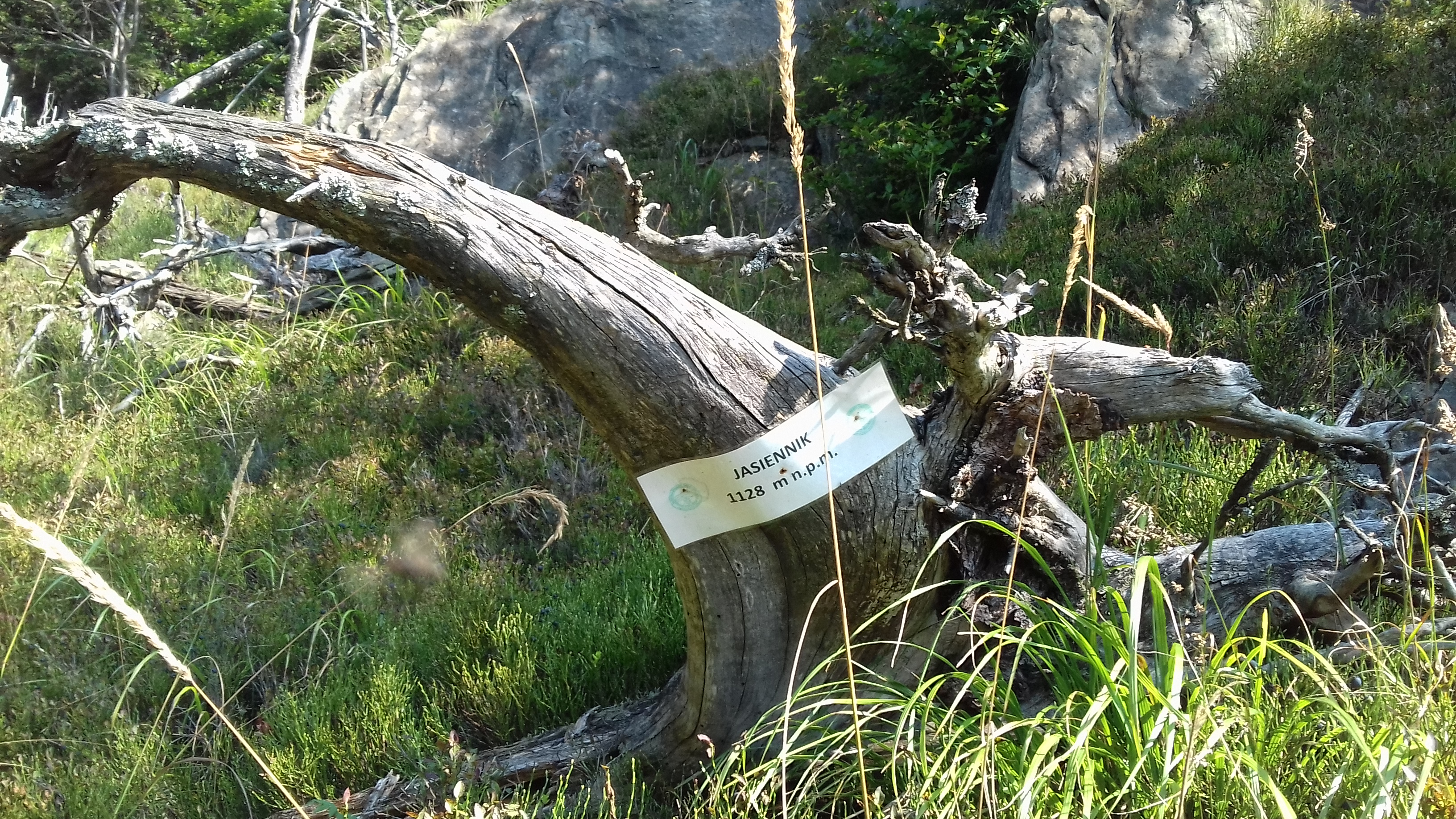
Oznakowanie szczytu

Jasiennik (1153 m n.p.m.) – szczyt w Beskidzie Sądeckim. Wysokość wynika z mapy Geoportalu1153 m. Mapy turystyczne podają wysokość 1128 m, choć ta ewidentnie nie zgadza się z poziomicami. Nawet niższy wierzchołek osiąga 1135 m. W nazewnictwie tego szczytu również istnieje zamieszanie. Na niektórych mapach oznaczony jest on nazwą Spadzie, a przewodnik „Beskid Sądecki i Małe Pieniny” wymienia nazwę Gruby Brzost.
Położony jest na północ od głównego grzbietu Pasma Radziejowej, w grzbiecie odbiegającym z najwyższego wierzchołka Skałki, od której oddziela go Minkowska Przełęcz z zarośniętą już Mirkową Polaną. Jest zwornikiem, gdyż grzbiet ten rozgałęzia się tu na dwie części. Jedna z nich biegnie na północny zachód, kulminując w Spadziach, natomiast druga – ze szczytem Będzikówka – ciągnie się w kierunku północnym aż do Dunajca, wysyłając liczne boczne odnogi.
Pod szczytem Jasiennika biorą początek dwa potoki: Czerniawa na stoku północnym oraz Majdański Potok na południe od wierzchołka. Zbocze wschodnie opada ku dolinie Jaworzynki.
Grzbietem Jasiennika biegnie granica między wsią Obidza w gminie Łącko (stok zachodni) i wsią Gaboń w gminie Stary Sącz (stok wschodni), obydwie w województwie małopolskim, w powiecie nowosądeckim.

## Szlak turystyczny
Przez sam wierzchołek nie prowadzą znakowane szlaki turystyczne, jednak wschodni stok trawersuje pieszy szlak zielony Jazowsko – Przehyba.
 – zielony: Jazowsko – Łazy Brzyńskie – Będzikówka – Jasiennik – Minkowska Przełęcz – Skałka – Przehyba. Czas przejścia: 4 h, ↓ 3 h